# David Unreich
David Unreich (Dufi Unreich, Ben Shalom, * 30. Juli 1907 in Bratislava; † 1957) war ein slowakischer, jüdischer Ringer.

## Leben
David Unreich entstammte einer orthodoxen jüdischen Familie in Preßburg (ab 1919 Bratislava). Sein Vater Jonas Unreich war Kaufmann. Seine Mutter Regina Unreichová, geb. Grünhut, führte einen Speisesaal. Sie war eine Verwandte von Aron Grünhut, der Hunderten von Juden in der Stadt das Leben rettete. Davids sechs Brüder emigrierten schon früh nach Palästina. David selbst blieb bei seinen Eltern in Bratislava.
1938 organisierte er gemeinsam mit Imrich Lichtenfeld, dem Begründer der Kampfkunst Krav Maga im jüdischen Viertel von Bratislava eine Miliz zur Verteidigung gegen antisemitische Übergriffe. 1939, nach der Gründung der Slowakischen Republik, in der die alleinregierende Hlinka-Partei als Verbündeter der Achsenmächte eine diktatorische Macht ausübte, kehrte David Unreich von einem USA-Aufenthalt nicht mehr zurück.
Seine Eltern wurden ebenso wie seine Schwester Terézia Weissfischová und deren Kinder Judita und Miriam im Jahr 1944 in einem der letzten Transporte nach Auschwitz deportiert und ermordet. 2016 wurden zu ihrem Andenken in der Kapucínská ulica in Bratislava, wo David Unreich mit seinen Eltern lebte, Stolpersteine verlegt.
Im Museum für Jüdische Kultur Bratislava fand 2017 eine Ausstellung zu Ehren David Unreichs statt.

## Karriere als Sportler
Wie seine sechs Brüder war er Mitglied im Sportverein ŠK Makkabea Bratislava.
Mit einer Körpergröße von 188 cm und einem Gewicht von 120 kg kämpfte er im Schwergewicht.
1929 gewann er die Kreismeisterschaft im griechisch-römischen Stil in Bratislava.
Er war siebenmaliger Amateur-Champion der Tschechoslowakei.
1935 gewann er den Titel des jüdischen Weltmeisters bei der Makkabiade in Palästina.
1937 wurde er unter dem Namen Ben Shalom Profi und gewann die Europameisterschaft in Riga.
Von 1938 bis 1940 absolvierte er in den USA über 100 Kämpfe unbesiegt.